# آن دويل (صحفية)
آن دويل (بالإنجليزية: Anne Doyle)‏ هي مذيعة أخبار وصحفية ومقدمة تلفزيونية أيرلندية، ولدت في 30 يناير 1952 في Ferns, County Wexford ‏ في جمهورية أيرلندا.